# Tánczos Barna
Tánczos Barna (Csíkszereda, 1976. május 25. –) erdélyi magyar politikus. 2020. december 23. és 2021. november 25. között Románia környezetvédelmi, vízügyi és erdőgazdálkodási minisztere volt a Cîțu-kormányban. 2024. december 23. óta a második Ciolacu-kormány pénzügyminisztere, valamint miniszterelnök-helyettese.

## Élete
Közgazdasági tanulmányokat folytatott a Bukaresti Egyetemen, ahol cégmenedzsmentre szakosodott. Posztgraduális szinten a bankmenedzsmentet tanulmányozta. Szakmai pályája során gazdasági szakértőként dolgozott a Képviselőházban, az Euroconsult Romania cég gazdasági igazgatója volt, majd ismét a Képviselőházban az Ipari és Szolgáltatási Bizottság elnökének tanácsosa. 2005-től 2007-ig az Állami Vagyonügynökségnél volt vezérigazgató. 2007-től 2009-ig a Közlekedési Minisztériumban töltött be államtitkári posztot. 2010 januárjától 2010 júliusáig a Területfejlesztési és Turisztikai Minisztérium államtitkára volt. 2010 júliusától 2011-ig a Mezőgazdasági és Vidékfejlesztési Minisztériumnál volt államtitkár. 2012-ben szenátori mandátumot szerzett, jelenleg a szenátus mezőgazdasági bizottságának titkára, az RMDSZ szenátusi frakciójának vezetője.
2020. december 23-tól, a PNL-USR PLUS-RMDSZ koalíció hatalomra jutása után Románia környezetvédelmi, vízügyi és erdészeti minisztere, a Cîțu-kormány tagja.